# Théorème de Wantzel
Le théorème de Wantzel, énoncé par Pierre-Laurent Wantzel en 1837, précise les conditions nécessaires et suffisantes pour qu'un nombre soit constructible. Il s'énonce aujourd'hui de la façon suivante.
Le nombre réel a est constructible si et seulement s'il existe une suite finie  de corps Li telle que 
- L0 = ℚ ;
- Li+1 est une extension quadratique de Li pour 0 ≤ i < n ;
- le réel a appartient à Ln.

Wantzel déduit de son théorème une condition nécessaire pour qu'un nombre a soit constructible :
Si le réel a est constructible alors le degré de son polynôme minimal sur ℚ est une puissance de 2.
Cette condition nécessaire permet (par sa contraposée) de démontrer que la duplication du cube et la trisection de l'angle ne sont pas réalisables à la règle et au compas.
Toutefois, cette condition nécessaire n'est pas suffisante. Par exemple, le polynôme X4 + 2X – 2 est bien irréductible (dans ℚ[X]) de degré 4 mais ses racines ne sont pas constructibles.

## Quelques pistes pour comprendre

### Nombre constructible

Construction de l'heptadécagone (17 côtés) à la règle et au compas

La définition de nombre constructible (sous-entendu à la règle et au compas) repose sur celle de point constructible : c'est un réel qui est une coordonnée dans un repère orthonormé d'un point constructible à partir de  deux points du repère (le troisième est constructible). Les points constructibles à partir d'un nombre donné de points eux-mêmes obtenus à partir des points de base par une suite finie d'intersection de droites et de cercles eux-mêmes obtenus à partir de points préalablement construits (voir l'article détaillé pour des précisions).
On montre (voir article détaillé) qu'un point dont les coordonnées sont des nombres constructibles est constructible, et que tous les nombres rationnels sont constructibles. Le corps ℚ des rationnels est donc un corps de nombres constructibles.

### Démonstration
La démarche est alors la suivante : si K est un corps de nombres constructibles (par exemple  ℚ), on considère, dans le plan, l'ensemble EK de tous les points dont les coordonnées appartiennent à K. Quels sont les points que l'on peut construire à la règle et au compas en une étape à partir des points de EK ?
- Le point d'intersection de deux droites ;
- le point d'intersection d'un cercle et d'une droite ;
- le point d'intersection de deux cercles ;

sous des conditions (cf. article détaillé) qui sont précisées ci-dessous.

#### Intersection de deux droites
Deux droites (AB) et (CD) dont les points A, B, C, D sont dans EK ont pour équation
ax + by + c = 0 et ux + vy + t = 0 où a, b, c, u, v, t sont des éléments de K
Trouver les coordonnées (x, y) du  point d'intersection I de ces deux droites revient à résoudre un système d'équations linéaires dans K. Les réels x et y sont éléments de K. Le point I appartient à EK.

#### Intersection d'une droite et d'un cercle
La droite (AB) a pour équation ax + by + c = 0 et le cercle de centre C passant par D a pour équation x2 + ux + y2 + vy + t = 0.
Trouver les coordonnées des points d'intersection du cercle et de la droite revient, par substitution, à résoudre une équation du second degré sur K : P(x) = 0 ou P(y) = 0. Si le point d'intersection existe, ou bien cette équation possède des solutions dans K, ou bien cette équation est irréductible sur K mais possède des solutions dans l'extension quadratique L = K(X)/P. Alors tous les réels de L sont aussi constructibles car ils s'écrivent a + bx où a et b sont dans K et x est solution de P(x) = 0.

#### Intersection de deux cercles
Trouver l'intersection de deux cercles revient à trouver l'intersection d'un cercle avec une droite car le système 
x2 + ax + y2 + by + c = 0 et x2 + ux + y2 + vy + t = 0
équivaut au système
x2 + ax + y2 + by + c = 0 et (a – u)x + (b – v)y + c – t = 0.
Les coordonnées des points d'intersection appartiennent alors soit à K, soit à une extension quadratique de K constituée de nombres constructibles.

#### Conclusion
Un nombre a est constructible si et seulement si on peut le construire en un nombre fini n d'étapes par intersections de deux cercles, de deux droites ou d'un cercle et d'une droite, sous les conditions ci-dessus et en partant de deux points du repère dont les coordonnées sont donc rationnelles.
Aux paragraphes précédents, il est démontré que, pour une étape, ou bien les coordonnées restent dans le corps K de nombres constructibles d'origine, ou bien elles « sautent » dans une extension quadratique de celui-ci. 
Il est donc possible de construire une suite finie de sous-corps des nombres réels K0, … , Kn telle que :
- K0 =  ℚ  ;
- pour 0 ≤ i < n, Ki+1 = Ki, ou Ki ⊂ Ki+1 et Ki+1 est une extension quadratique de Ki ;
- a ∈ Kn ;

c'est-à-dire qu'il existe une suite d'extensions quadratiques vérifiant les conditions requises (les redondances Ki+1 = Ki peuvent bien entendu être éliminées).
Réciproquement s'il existe une suite de sous-corps des réels L0, … , Ln vérifiant les conditions du théorème, alors on montre par récurrence sur i que Li, 0 ≤ i ≤ n, est un corps de nombres constructibles. En effet les rationnels sont constructibles (L0 = ℚ), et tout élément b de Li + 1, extension de degré 2 de Li, est solution d'une équation de degré 2 à coefficients dans Li, puisque (1, b, b2), et s'exprime à partir des coefficients par addition, multiplication, division et racine carrée de nombre positif. Or l'ensemble des nombres constructibles est stable par ces opérations (voir le § « Opérations… » de l'article sur les nombres constructibles ou le § « Clôture… » de l'article sur les tours d'extensions quadratiques).
On a donc obtenu la caractérisation annoncée en introduction.

## Conséquences
Le théorème de Wantzel est souvent appliqué via le corollaire suivant (énoncé également par Wantzel). 

Si a est un nombre constructible le degré de son polynôme minimal est une puissance de 2.
En effet, puisque a appartient au dernier maillon d'une suite d'extensions quadratiques de longueur finie n d'origine  ℚ, il appartient à une extension L de degré 2n de ℚ (propriété des degrés d'une extension). Le corps L est une extension du corps ℚ(a), et, toujours par la même propriété des degrés d'extension, le degré de l'extension ℚ(a) de ℚ est un diviseur de  2n, donc lui-même une puissance de 2.
Ce corollaire permet de résoudre, par la négative, plusieurs problèmes classiques des mathématiques de la Grèce antique.

### Duplication du cube
La duplication du cube n'est pas réalisable à la règle et au compas.
Dupliquer le cube à la règle et au compas revient à montrer que le nombre 3√2, le rapport entre les côtés de deux cubes dont le premier a un volume double du second, est constructible. Or le polynôme minimal du nombre 3√2 est X3 – 2. En effet ce polynôme, dont les racines ne sont pas rationnelles, ne peut se décomposer sur ℚ(X) (l'un des facteurs serait de degré 1). Il est de degré 3 donc, d'après le corollaire de Wantzel, ce nombre n'est pas constructible. En conclusion, la duplication du cube à la règle et au compas n'est pas réalisable.

### Quadrature du cercle
La quadrature du cercle n'est pas réalisable à la règle et au compas.
En effet réaliser la quadrature du cercle à la règle et au compas, soit déterminer à la règle et au compas un carré d'aire πr2, celle d'un cercle de rayon r,  signifierait que le nombre √π, donc le nombre π, est lui-même constructible. Or Ferdinand von Lindemann a démontré en 1882, que π est un nombre transcendant. Il suffit alors de remarquer qu'un nombre constructible à la règle et au compas est algébrique, ce qui est immédiat par le théorème de Wantzel. L'argument essentiel est donné par le théorème de Lindemann, démontré près de 50 ans après celui de Wantzel.

### Trisection de l'angle
La trisection de l'angle n'est pas réalisable en général à la règle et au compas.
En effet réaliser la trisection de l'angle revient à construire, à partir du point de coordonnées
{\displaystyle a=\cos(\theta ){\text{ et }}b=\sin(\theta ),}
le point de coordonnées 
{\displaystyle (\cos(q),\sin(q)){\text{ avec }}q=\theta /3.}
En utilisant la formule trigonométrique
{\displaystyle \cos(3q)=4\cos ^{3}(q)-3\cos(q)},
on s'aperçoit que cos(q) doit être solution de l'équation :
{\displaystyle 4x^{3}-3x=a.}
La trisection de l'angle θ est donc réalisable si et seulement si le polynôme 4X3 – 3X – a est réductible sur {\displaystyle \mathbb {Q} (a)}, autrement dit s'il admet une racine qui est une fonction rationnelle de {\displaystyle a}, ce qui n'est jamais le cas si {\displaystyle a} est transcendant (en particulier si θ est algébrique non nul), et n'est même pas toujours le cas si {\displaystyle a} est algébrique : par exemple pour θ = π/3, {\displaystyle \mathbb {Q} (a)=\mathbb {Q} (1/2)=\mathbb {Q} } et 4X3 – 3X – 1/2 n'a pas de racine rationnelle, donc est irréductible sur ℚ.
Dans certains cas particuliers, comme θ = 2π (construction du triangle équilatéral) ou θ = π (construction de l'hexagone régulier), la trisection est cependant possible. L'impossibilité de trisecter π/3, donc 2π/3, montre que l'ennéagone (le polygone à 9 côtés) régulier ne peut être construit à la règle et au compas, ce qui est un cas particulier d'un résultat plus général de Wantzel (voir théorème de Gauss-Wantzel et section suivante).

### Théorème de Gauss-Wantzel
Dans la même publication, Pierre-Laurent Wantzel utilise son théorème pour complèter les travaux de Gauss sur les polygones réguliers constructibles, dans le dernier chapitre des  Disquisitiones arithmeticae, ce qui conduit à ce qu'on appelle désormais le théorème de Gauss-Wantzel. Gauss avait démontré que les polygones réguliers dont le nombre de côtés est un produit de nombres de Fermat premiers distincts et d'une puissance de 2 sont constructibles à la règle et au compas, mais s'était contenté d'énoncer la réciproque sans démonstration. C'est cette  réciproque que démontre Wantzel, à savoir que

le nombre des côtés d'un polygone régulier constructible à la règle et au compas, est le produit de nombres de Fermat premiers distincts par une puissance de 2.
Par exemple les polygones réguliers à 7, 9, 11, 13, 14, 18, 19 ou 21 côtés ne sont pas constructibles.
Construire un polygone régulier à n côtés équivaut à diviser un cercle en n parties égales, et donc à construire un angle de mesure 2π/n. On peut toujours se ramener au cercle unité, et donc ceci équivaut à ce que le nombre cos(2π/n) soit constructible, la seconde coordonnée du point sur le cercle unité étant alors constructible car sin(2π/n) = √1 – cos2(2π/n).
Il est toujours possible de prendre la bissectrice d'un angle à la règle et au compas, il suffit donc de montrer le résultat pour un nombre de côtés impair. On se ramène encore assez facilement aux puissances d'un nombre premier impair. En effet si deux nombres n et m sont premiers entre eux, et si les angles de mesure 2π/n et 2π/m sont constructibles, alors par Bézout on peut trouver deux entiers u et v tels que  2π/nm = v2π/n + u2π/m, un angle de mesure 2π/nm est donc constructible (il suffit d'ajouter ou de soustraire un certain nombre de fois chacun des angles constructibles de mesure 2π/n et 2π/m, ce qui se fait au compas sur le cercle à diviser). En utilisant la décomposition en facteurs premiers on est donc ramené à

si le nombre des côtés d'un polygone régulier constructible à la règle et au compas est la puissance d'un nombre premier impair, alors cette puissance est 1 et ce nombre premier est un nombre de Fermat.
Soit p premier impair, k un entier naturel non nul, et q = pk tel que le polygone régulier à q côtés est constructibles. d'après le théorème de Wantzel (corollaire) l'extension ℚ(cos(2π/q)) est de degré une puissance de 2. Le nombre complexe cos(2π/q) + i sin(2π/q) est racine du polynôme X2 – 2cos(2π/q) + 1, irréductible sur  ℚ(cos(2π/q)), donc l'extension ℚ(cos(2π/q) + i sin(2π/q)) est de degré 2 sur ℚ(cos(2π/q)) donc de degré une puissance de 2 sur ℚ. Or le complexe ei2π/q = cos(2π/q) + i sin(2π/q) est une racine primitive q-ième de l'unité, racine donc du polynôme cyclotomique d'indice q = pk qui est unitaire et irréductible sur ℚ, donc polynôme minimal de ei2π/q. Le degré de ce polynôme est φ(q) = pk–1(p – 1). Comme p est impair, ce nombre ne peut être une puissance de 2, soit 2m, que si k = 1 et p = 1 + 2m. On montre alors que ce nombre ne peut être premier que si p est un nombre de Fermat.
Outre le théorème de Wantzel, la démonstration repose essentiellement sur l'irréductibilité sur ℚ des polynôme cyclotomiques d'indice q = pk, p premier, soit
{\displaystyle \Phi _{p^{k}}(X)={X^{p^{k}}-1 \over X^{p^{k-1}}-1}=\sum _{j=0}^{p-1}X^{jp^{k-1}}}.
Il est en effet clair que ei2π/q est racine de ce polynôme de degré pk–1(p – 1), et son irréductibilité entraîne qu'il est son polynôme minimal. 
On pourrait même se ramener aux polynômes cyclotomiques d'indices pk, p premier, pour k = 1 ou k = 2, puisque si un polygone à n côtés est constructible, un polygone dont le nombre de côtés est un diviseur de n est immédiatement constructible.
L'irréductibilité des polynômes Φpk(X), pour k un entier naturel non nul, peut se démontrer par le critère d'Eisenstein, appliqué au polynôme Φpk(X + 1) et au nombre premier p.